# Orsidis flavosticticus
Orsidis flavosticticus là một loài bọ cánh cứng trong họ Cerambycidae.